# Aleksander Peternel
Aleksander Peternel (* 20. Oktober 1964 in Kranjska Gora) ist ein ehemaliger slowenischer Freestyle-Skier. Er startete in der Buckelpisten-Disziplin Moguls.

## Werdegang
Peternel trat international erstmals bei den Internationalen Jugendmeisterschaften 1983 in Unterwasser in Erscheinung, wobei er den vierten Platz errang und nahm von 1984 bis 1992 an 19 Weltcups teil. Seine beste Platzierung dabei war der 22. Platz im März 1985 in La Clusaz. Bei den Weltmeisterschaften 1986 in Tignes belegte er den 39. Platz, bei den Weltmeisterschaften 1989 in Oberjoch den 25. Rang und bei den Weltmeisterschaften 1991 in Lake Placid den 23. Platz. Letztmals international startete er bei den Olympischen Winterspielen 1992 in Albertville und kam dabei auf den 28. Platz.

## Erfolge

### Olympische Spiele
- 1992 Albertville: 28. Platz Moguls

### Weltmeisterschaften
- 1986 Tignes: 39. Platz Moguls
- 1989 Oberjoch: 25. Platz Moguls
- 1991 Lake Placid: 23. Platz Moguls

### Weltcup-Gesamtplatzierungen
| Saison  | Gesamt | Gesamt | Moguls | Moguls |
| Saison  | Punkte | Platz  | Punkte | Platz  |
| ------- | ------ | ------ | ------ | ------ |
| 1984/85 | 1      | 124.   | 5      | 53.    |
| 1990/91 | –      | –      | 3      | 57.    |